# Phil Boggs
Phillip George Boggs, detto Phil (Akron, 29 dicembre 1949 – Miami, 4 luglio 1990), è stato un tuffatore statunitense.

## Palmarès
Olimpiadi
- 1 medaglia:
  - 1 oro (trampolino 3 m a Montréal 1976).

Mondiali
- 3 medaglie:
  - 3 ori (trampolino 3 m a Belgrado 1973, trampolino 3 m a Cali 1975, trampolino 3 m a Berlino Ovest 1978).

Giochi panamericani
- 3 medaglie:
  - 2 argenti (trampolino 3 m a Città del Messico 1975, trampolino 3 m a San Juan 1979)
  - 1 bronzo (piattaforma 10 m a San Juan 1979).